# ムハンマド・ファーリス

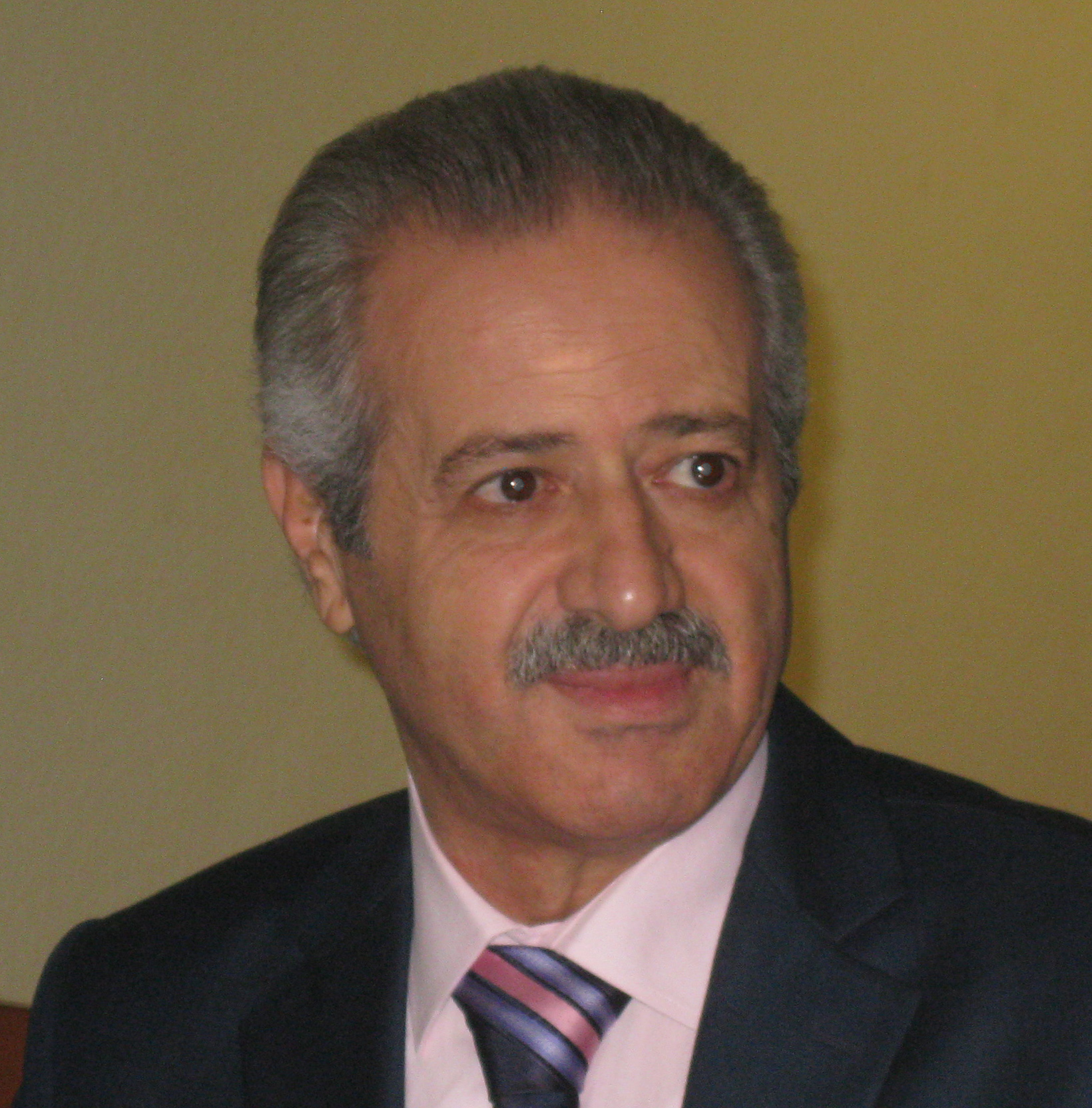
ムハンマド・アフマド・ファーリス

ムハンマド・アフマド・ファーリス（アラビア語: محمد أحمد فارس、Muḥammad ʾAḥmad Fāris、1951年5月26日 - 2024年4月19日）は、シリア初、唯一の宇宙飛行士。軍人、飛行士。

## 生涯
ハレブ（アレッポ）市出身。1969年から1973年までネイラブの空軍士官学校で学ぶ。1973年からアラブ社会主義復興党（バアス党）員。
1973年からネイラブ空軍基地で飛行士、教官として勤務。
1985年9月末、宇宙飛行士候補に選抜され、10月、ガガーリン宇宙飛行士訓練センターで訓練に入る。1986年12月、主乗組員に指定された。
1987年7月22日、ファリスが搭乗する「ソユーズTM-3」が打ち上げられ、7月24日、宇宙ステーション「ミール」とドッキング。7月30日、「ソユーズTM-2」で地球に帰還し、「宇宙から眺めた地球には、国境の傷跡はどこにも見当たらなかった」とコメントした。同日、ソ連邦英雄の称号とレーニン勲章が授与された。
宇宙飛行後、シリア空軍勤務に戻る。2001年、ハレブの飛行士訓練学校の校長。
2012年8月4日、シリア内戦で反政府武装組織自由シリア軍に参加してトルコに亡命した。2016年3月、シリア難民の一人としてトルコでインタビューを受け、「難民を望まないのなら、ヨーロッパはこの政権（アサド政権）を追放するために我々を支援すべきだ」と述べ、さらに「独裁者バッシャール・アサドの側に立ち、飛行機でシリアの人々を殺し始めたロシアの干渉を非常に残念に思う」と付け加えた。
2024年4月19日にトルコで死去。72歳没。